# 23. kolovoza
23. kolovoza (23. 8.) 235. je dan godine po gregorijanskom kalendaru (236. u prijestupnoj godini).
Do kraja godine ima još 130 dana.

## Događaji
- 1929. – U Jeruzalemu su naoružani arapski dobrovoljci upali u židovsku četvrt, pa je britanska mandatna vlast uvela izvanredno stanje i tek je nakon masovne uporabe vojske 27. kolovoza uspostavljen mir.
- 1939. – U Moskvi su Sovjetski savez i Njemačka potpisali pakt o nenapadanju. U tajnom su se dodatku Hitler i Staljin dogovorili o interesima u istočnoj i jugoistočnoj Europi.
- 1942. – Trodnevna pomorsko-zračna bitka kod Solomonskih otoka završena je bez pobjednika.
- 1944. – Kod Bačke Palanke formiran subotički partizanski odred; za zapovjednika je bio imenovan Jovan Mikić
- 1991. – Vlasti Republike Mađarske zaprijetile su obaranjem zrakoplova JNA ako ponovo povrijede mađarski zračni prostor.
- 2006. – Natasha Kampusch pobjegla je od otmičara, Wolfganga Priklopila, nakon što je držana u zatvoreništvu duže od osam godina.

| - 1921. – Kenneth Arrow, američki ekonomist, dobitnik Nobelove nagrade za ekonomiju 1972. († 2017.) - 1924. – Natuzza Evolo, talijanska katolička mističarka († 2009.) - 1924. – Ephraim Kishon, izraelski humorist, dramatičar, scenarist i filmski redatelj († 2005.) - 1930. – Luís Morais, brazilski nogometaš († 2020.) - 1952. – Mirjana Majurec, hrvatska glumica - 1970. – River Phoenix, američki filmski glumac († 1993.) - 1975. – Igor Kačić, najmlađa žrtva pokolja na Ovčari († 1991.) - 1976. – Vanja Ćirić, hrvatska glumica - 1977. – Jelena Rozga, pjevačica (grupa Magazin) - 1978. – Kobe Bryant, američki košarkaš († 2020.) - 1984. – Ashley Williams, velški nogometaš - 1988. – Niki Leinso, hrvatska glazbenica | - 634. – Abu Bakr, arapski kalif (* oko 537.) - 1892. – Deodoro da Fonseca – brazilski političar (* 1827.) - 1910. – Teodor Georgiević, hrvatski političar (* 1849.) - 1926. – Rudolph Valentino, američki filmski glumac (* 1895.) - 1933. – Adolf Loos, austrijsko-češki arhitekt (* 1870.) - 1944. – Abdul Medžid II., turski sultan i kalif (* 1868.) - 1982. – Alberto Cavalcanti, brazilski filmski redatelj (* 1897.) - 2020. – Zoja Odak, hrvatska glumica (* 1947.) |

## Blagdani i spomendani
- Europski dan sjećanja na žrtve totalitarnih i autoritarnih režima – nacizma, fašizma i komunizma
- Sveta Ruža Limska